# 趙式隆
趙式隆（1985年—），中華民國臺灣科技創業家、學者與政府官員，現任臺北市政府資訊局局長。專長涵蓋人工智慧應用、資料科學、數位治理與創新教育，長期活躍於產官學界，其職涯融合科技創業與公共服務經驗。

## 教育背景
生於臺北，畢業於臺北市立建國高級中學、國立臺灣大學電機工程學系，取得學士及碩士學位，並曾為該系歷年最年輕的博士候選人之一。於大學時期起從事網站開發與技術接案、期間獲選Yahoo!奇摩「接班人計畫」成為當時最年輕的實習生。

## 經歷
曾創辦多家新創企業，包括2013年成立學悅科技（Zuvio），聚焦於互動教學科技，產品廣泛應用於全台高等教育場域。2017年創立洽吧智能（BravoAI），專注於資料科學與人工智慧技術於金融產業的應用，為臺灣保險科技市佔率最高的服務商之一。

## 學術與公共參與
曾任國立臺灣大學電機工程學系講師與助教，以及國立陽明交通大學經營管理研究所助理教授，參與高等教育與科技政策推動。2010年協助創立臺大創意與創業學程（臺大創創），推動跨領域實作教育。亦曾主持教育廣播電台節目《創青宅急便》
，聚焦青年職涯與創業趨勢。此外，曾擔任行政院青年顧問、經濟部中小企業處國際新創聚落指導委員、國發會等計畫委員等，並創立台灣矽谷創業家協會，擔任創會理事長，積極推動公私協力。

## 擔任北市府資訊局局長任內政策推動
2022年應時任臺北市長當選人蔣萬安之邀，於2022年12月25日出任臺北市政府資訊局局長，成為小內閣中少數具備豐富科技創業與數據治理實務經驗的年輕首長之一。其施政重點聚焦於數位平權、資料開放、開源推動、資安強化與智慧城市治理，期望以「服務型政府」為核心理念，落實科技普惠與市民參與。
- 開源政策推動：主導「臺北城市儀表板開源計畫」，釋出原始碼至GitHub，推動跨縣市共享資料工具及模組化[10]。

- 開放資料推動：強化跨局處資料整合與 API 標準，建構可供開發與分析使用之資料平台[11]。
- 公私協作與開源社群：發起「臺北程式設計節」（Taipei Codefest），促進民間開發者參與政府數位服務共創[12]。

- 數位平權計畫：推動「臺北市數位好幫手計畫[13]」，提供數位弱勢群體協助與教育資源。

## 外部連結
- 臺北市政府資訊局官方網站
- 臺北程式設計節 Taipei Codefest
- GitHub：Taipei City Government DOIT